# Jimmy Johnson
Jimmy Johnson, il cui nome completo era Jimmy Earl Thompson (Holly Springs, 25 novembre 1928 – Chicago, 31 gennaio 2022), è stato un cantante, chitarrista e musicista statunitense, appartenente al cosiddetto genere Chicago blues, il cui rappresentante vivente più insigne è Buddy Guy.
Johnson crebbe in una famiglia di musicisti: erano suoi fratelli il cantante Syl Johnson e il bassista Mac Thompson.
Nel 1950 si trasferì a Chicago con la famiglia. Inizialmente la musica era per lui solo un hobby (di mestiere faceva il saldatore). Fu nel 1959 che finalmente intraprese la carriera del musicista.

## Discografia
- Jimmy Johnson & Luther Johnson (MCM Records, 1977)
- Tobacco Road (MCM, 1978)
- Johnson's Whacks (Delmark Records, 1979)
- North/South (Delmark, 1982)
- Bar Room Preacher (Alligator Records, 1983)
- I'm a Jockey (Verve Records, 1994)
- Every Road Ends Somewhere (Ruf Records, 1999)
- Jimmy Johnson Featuring John Watkins (Black & Blue Records, 2000)
- Pepper's Hangout (Delmark, 2000)
- Ma Bea's Rock (Storyville Records, 2001)
- Heap See (Black & Blue, 2002)
- Two Johnsons Are Better Than One, with Syl Johnson (2002)
- Brothers Live (Brambus Records, 2004)